# Inmigración italiana en Panamá
La inmigración italiana en Panamá es el movimiento migratorio desde Italia hacia el Istmo de Panamá, acaecido principalmente en los últimos dos siglos.

## Historia
La emigración italiana a Panamá se inició durante el Imperio Español, siguiendo con los inmigrantes italianos que llegan durante la construcción del canal, donde se constata, según el censo de trabajadores del canal, que el 4,4% de estos eran italianos, un total de 1.941 personas. Antes y durante la Primera Guerra Mundial llegaron otros contingentes de inmigrantes italianos. En 1882 se fundó la Sociedad Italiana de Beneficencia de Panamá, cuyo primer presidente fue Oreste Badio, para ayudar a los emigrantes italianos indigentes. Por su parte, la primera escuela italiana en Panamá se fundó en el año 1914.
Después de la Segunda Guerra Mundial hubo una recuperación de la emigración italiana, en parte proveniente de Italia pero principalmente de las antiguas colonias italianas (como Libia). La colonización de San Vito cerca de la frontera con Panamá, en la década de los cincuenta, fue el resultado más notorio e importante que hizo que los italianos se establecieran en Panamá. Chiriquí es la provincia panameña donde un importante grupo de italianos y otros europeos del norte y centro de Europa construyeron fincas y ranchos para actividades agrícolas, ganaderas y del café.
En las últimas décadas, con las buenas perspectivas económicas que ofrece Panamá, se ha notado un fuerte incremento de la inmigración italiana especialmente hacia la capital. Actualmente, los italianos de Panamá y sus descendientes han alcanzado niveles de máxima importancia en la política y los negocios.